# 25469 Ransohoff
25469 Ransohoff è un asteroide della fascia principale. Scoperto nel 1999, presenta un'orbita caratterizzata da un semiasse maggiore pari a 2,3224097 UA e da un'eccentricità di 0,1356904, inclinata di 7,56320° rispetto all'eclittica.